# Kolonia Kocudza
Kolonia Kocudza – część wsi Dzwola w Polsce położona w województwie lubelskim, w powiecie janowskim, w gminie Dzwola.